# Kostel svatého Václava (Světlá nad Sázavou)
Kostel svatého Václava ve Světlé nad Sázavou je renesančně-barokní stavba původně zbudovaná ve 12. století jakožto hlavní římskokatolický kostel ve městě. Stojí na vyvýšené plošině v centru města, na zdejším hlavním Náměstí Trčků z Lípy. Kostel byl roku 1958 zapsán jako kulturní památka.

## Historie

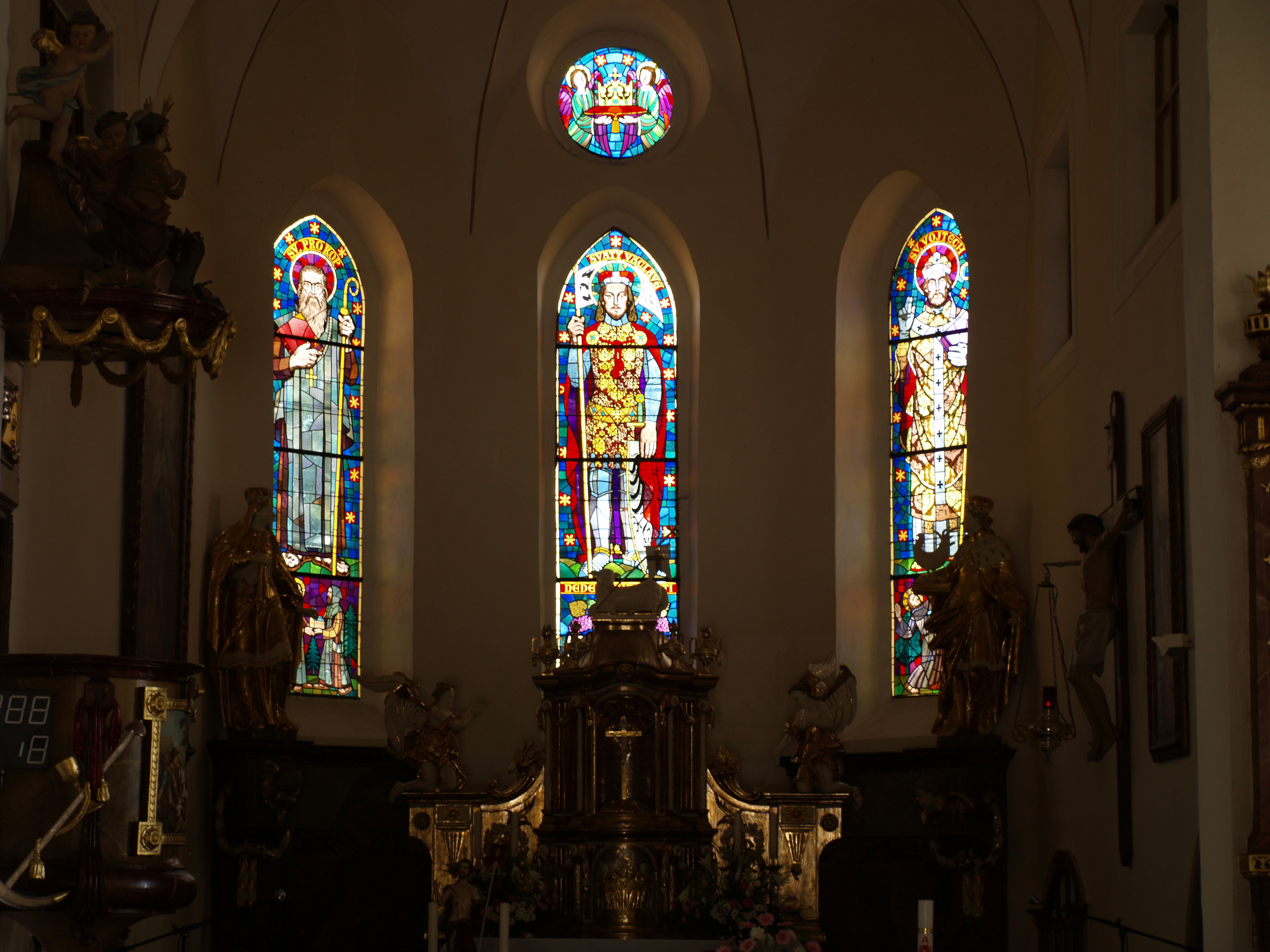
Interiér kostela

Na místě stavby stál původně kostel sloužící jako hlavní obecní kostel již od 12. století na ploše návrší nedaleko hlavního obecního náměstí. Postaven byl před rokem 1203, byl zasvěcen sv. Václavovi a patřil do majetku benediktinského kláštera Vilémov. Roku 1343 byl povýšen na farní kostel. Roku 1569 prošel rozsáhlou renesanční přestavbou, podpořený majitelem panství Světlá Burianem III. Trčkou z Lípy. Okolo kostela postupně vznikl také hlavní městský hřbitov. V kryptě kostela bylo zřízeno rodové pohřebiště rodu Trčků z Lípy, sídlícich též na zámku Světlá. V 17. století byli pohřbeni např. manželé a významní členové rodu Jan Rudolf a Marie Magdalena Trčková z Lípy.
V roce 1735 byla z iniciativy hraběnky Černínové dokončena další, barokní přestavba, v rámci které byl kostel rozšířen o dvě boční lodi.
Hřbitov okolo kostela byl roku 1800 zrušen a posléze nahrazen novým městským hřbitovem.

## Popis
Trojlodní stavbě kostela orientované směrem do náměstí dominuje centrální věž vysoká 35 metrů, zakončená dřevěným patrem se zvonicí a ochozem, a jehlanovou střechou. V zadní části interiéru je umístěn barokní dřevěný oltář, v jehož pozadí se nacházejí tři okenní vitráže s vyobrazeními sv. Václava, sv. Vojtěcha a sv. Prokopa od Karla Putze, žáka Maxe Švabinského, instalované roku 1951.
K areálu kostela přiléhá budova fary.